# مقاطعة كارول (جورجيا)
مقاطعة كارول (بالإنجليزية: Carroll County)‏ هي إحدى المقاطعات في ولاية جورجيا في الولايات المتحدة الأمريكية.

## أعلام
- مايدى نورمان
- ويليام ك. رايت
- ويليام مكينتوش
- جيسون لايفلي